# Нут Ганрей
Нут Ганрей (англ. Nute Gunray, варианты транскрипции — Нуте Ганрей, Ньют Ганрей) — персонаж «Звёздных войн», вице-король Торговой федерации (наместник Набу), неймодианец.

## Образ
Неймодианцы в саге изображены чистыми злодеями (в отличие от, скажем, людей) и представляют собой стереотипы азиатских злодеев из других американских фильмов того времени — этакая «серая погибель» вместо «жёлтой», космический аналог Фу Манчу. Сходство подчёркнуто акцентами, стремлением к доминированию, в том числе и корпоративному (во время выхода первой трилогии японские корпорации скупали американские активы). Ганрей, как и другой неймодианец, Рун Хаако, говорит, по мнению некоторых критиков, с акцентом, имитирующим японский (ср. Тэйлор, который также отмечает, что акцент на самом деле трансильванский), наряды и головные уборы намекают на облачения жрецов-синтоистов и костюмы учёных при дворе китайских императоров, внезапный захват Набу напоминает нападение на Пёрл-Харбор. К. Ветмор прослеживает также параллели с японским полковником Сайто из фильма «Мост через реку Квай»: так, оба проявляют жестокость к подчинённым, будучи сами под угрозой смерти в случае неуспеха.
Лицо Ганрея, как и других неймодианцев, непроницаемо и не выражает эмоций. Титул вице-короля не только ассоциируется с колониальной историей в реальном мире, но и подчёркивает подчинённое положение Ганрея: он не реальный правитель, а всего-навсего администратор, работающий на своего сюзерена, Дарта Сидиуса.
Ганрей мстителен, он преследует королеву Амидалу, жаждая победы над ней после понесённого им поражения. Любопытно, как одни и те же приёмы в фильмах изображены как изобретательные или жульнические в зависимости от расы персонажа: ловушка, в которую Амидала поймала Ганрея, заставив его подписать договор — хитрый манёвр, а действия Ганрея, направленные на подписание договора Амидалой изображены как макиавеллиевские манипуляции. Для передвижения он использует подобие паланкина.
Ганрей трусоват, в чём схож с азиатскими злодеями из фильмов о Рэмбо, которые подобно ему наслаждаются мучениями пленников, но бегут, встретив отпор.
Азиатские мотивы в облике Нута Ганрея сочетаются с именем, построенным по-европейски (как и имена других неймодианцев). Предполагается, что имя персонажа выбрано по ассоциации с республиканцами — президентом Рональдом Рейганом и спикером палаты представителей Ньютом Гингричем. Во время написания сценария в ноябре 1994 года республиканцы впервые за 40 лет получили контроль над обеими палатами Конгресса США. Аналогично, в 1997 году, когда республиканским лидером в Сенате стал Трент Лотт, новый неймодианец в сценарии получил имя «Лотт Дод» (персонажа сыграл тот же актёр Сайлес Карсон, который играл Ганрея).

## В сюжете
В «Скрытой угрозе» Ганрей командует внезапной атакой на Набу и последующей оккупацией. Когда ему докладывают о захвате Падме Амидалы, он удовлетворённо замечает «А! Победа!», немедленно встречается с королевой и угрожает ей с целью заставить подписать договор. Ганрей и дальше продолжает при общении с Амидалой и Бибблом, губернатором Набу, настаивать на том, что для них всё потеряно и им остаётся только немедленно подчиниться, чтобы население избежало страданий.
Ганрей был инициатором многочисленных покушений на Амидалу. Под его руководством Торговая Федерация стала одним из самых крупных поставщиков боевых дроидов в армию Конфедерации независимых систем. Был убит Дартом Вейдером вместе с другими членами Совета сепаратистов на Мустафаре, когда у Дарта Сидиуса пропала необходимость в их услугах.